# جوي براون
جوي براون (بالإنجليزية: Joy Browne)‏ مقدمة برامج إذاعية وعالمة نفس أمريكية، ولدت في 24 أكتوبر 1944، وتوفيت في 27 أغسطس 2016.